# Sandnesfjorden
58°41′48.919″N 9°10′23.668″Ø / 58.69692194°N 9.17324111°Ø
Sandnesfjorden er en fjord i Risør kommune i Agder fylke i Norge. Indløbet til fjorden ligger lige syd for selve Risør, og fjorden strækker sig 10 kilometer mod vest til Laget inderst i fjorden. Ved Laget munder Vegårvassdraget ud i fjorden. Midtvejs inde i fjorden, på sydsiden, ligger byen Sandnes, som fjorden har navn efter. Omkring 8 kilometer inde i fjorden går Avreidkilen 2 kilometer nordover. Indløbet til denne fjordarm er meget snævert, kun omkring 50 meter bredt, og krydses af  Laget bro som fører Riksvei 411 over. 

## Holme i fjorden
- Saltbuholmen – ligger inderst. Her lagrede man salt i en lille hytte. I dag bliver Saltbuholmen kun brugt som badeplads, og på Sankt Hansaften bliver der arrangeret grillfest der.
- Laukvikholmen – ligger helt ind til land, og når det er lavvande, kan man gå fra land og over til holmen.
- Langholmen – den længste af holmene i Sandnesfjorden. Den ligger nærmere Viddefjell end de andre holme. Langs med holmen, på Sandnessiden, ligger der en lang, dyb rende, Langholmrenna.
- Bukkholmen – ligger ganske nær Langholmen og har formentlig fået navnet på grund af, at den ligner på et gedehovede.
- Lille Furuøya – ligger nær Sildvika.
- Store Furuøya – ligger midt i havgabet, og foran Lille Forrøya.